# 大西洋大道-巴克萊中心車站
大西洋大道-巴克萊中心車站（英語：Atlantic Avenue–Barclays Center station）是紐約地鐵一個地鐵站複合，由BMT第四大道線、BMT布萊頓線與IRT東公園道線，位於布魯克林下城大西洋大道、第四大道、夫拉特布殊大道與太平洋街交界。設有以下列車服務：
- 2號線、4號線、D線、N線、Q線、R線列車（任何時候停站）
- 3號線列車（任何時候停站（深夜除外））
- 5號線、B線列車（僅平日服務）

車站設有9條地鐵路線，是繼時報廣場-42街／港務局客運總站車站後第二複雜的轉車站。截至2015年，大西洋大道-巴克萊中心車站是布魯克林最繁忙的地鐵站，每年有13,617,153人次進出，排行紐約地鐵第21位。自1980年起其控制室就被列入國家史蹟名錄，而車站複合整體則於2004年列入國家史蹟名錄，並可無障礙通行。

## 車站結構
| G                       | 街道                  | 出入口 升降機位於： - 太平洋街及第四大道東南角。服務 線乘客 - 漢森廣場及夫拉特布殊大道。服務 線乘客及長島鐵路乘客                                |
| G                       | 街道                  | 巴克萊中心 |
| G                       | 街道                  | 與大西洋總站連接 |
| B1 月台層               | 側式月台，右側開門    | 側式月台，右側開門 |
| B1 月台層               | 北行                  | 往威克菲爾德-241街（內文斯街） · 除深夜外往哈萊姆-148街（內文斯街） · 深夜時往伍德羅恩（內文斯街）                                               |
| B1 月台層               | 北行快速              | 除深夜外往伍德羅恩（內文斯街） · 往涅雷大道（黃昏尖峰時段）/代里大道（平日）（內文斯街）                                                         |
| B1 月台層               | 島式月台，左側開門    | |
| B1 月台層               | 南行快速              | 除深夜外往猶提卡大道（富蘭克林大道-麥德加·艾菲斯學院） · 往夫拉特布殊大道（平日）（富蘭克林大道）                                                |
| B1 月台層               | 南行                  | 往夫拉特布殊大道（卑爾根街） · （深夜時）往新地段大道（卑爾根街）                                                                                |
| B1 月台層               | 側式月台，右側開門    | |
| B2                      | 夾層                  | 月台轉乘層 |
| B3 月台層（大西洋大道） | 北行                  | 往貝德福德公園林蔭路（尖峰時段）/145街（其餘時段）（德卡爾布大道） · 往96街（德卡爾布大道）                                                      |
| B3 月台層（大西洋大道） | 島式月台，左側開門    | |
| B3 月台層（大西洋大道） | 南行                  | 往布萊頓海灘（第七大道） · 經布萊頓線往康尼島-斯提威爾大道（第七大道）                                                                           |
| B3 月台層（太平洋街）   | 北行                  | 往森林小丘-71大道（深夜時往白廳街）（德卡爾布大道） · 深夜時往諾爾伍德-205街（德卡爾布大道） · 深夜時往阿斯托利亞-迪特馬斯林蔭路（德卡爾布大道） |
| B3 月台層（太平洋街）   | 島式月台，左/右側開門 | |
| B3 月台層（太平洋街）   | 北行快速              | 除深夜外往諾爾伍德-205街（格蘭街） · 除深夜外往阿斯托利亞-迪特馬斯林蔭路（堅尼街）                                                               |
| B3 月台層（太平洋街）   | 南行快速              | 除深夜外經西城線往康尼島-斯提威爾大道（36街） · 除深夜外經海灘線往康尼島-斯提威爾大道（36街）                                                    |
| B3 月台層（太平洋街）   | 島式月台，左/右側開門 | |
| B3 月台層（太平洋街）   | 南行                  | 除深夜外往灣脊區-95街（聯合街） · 深夜時往康尼島-斯提威爾大道（D經西城線、N經海灘線）（聯合街）                                                  |

車站設有三層。離地最近的一層為IRT東公園道線月台，與長島鐵路大西洋總站月台同層，位於地面以下20英呎。第二層為BMT第四大道線月台，深40英呎並設有夾層和一條通往IRT東公園道線和BMT布萊頓線的通道，均位於其月台上方。最深的月台是BMT布萊頓線月台，深50英呎並設有一個夾層，同時服務布萊頓線和東公園道線月台。

## IRT東公園道線月台
大西洋大道-巴克萊中心車站，原稱「大西洋大道車站」（Atlantic Avenue），是一個位於IRT東公園道線的快車地鐵站，設有一個島式月台、兩個側式月台和四條軌道。中央月台上設有兩個舊式指示牌顯示下一班列車，曾被用作低峰時段短途列車。同時亦存在一個舊設計的指示牌前往布魯克林音樂學院。往長島鐵路大西洋支線的軌道仍可於北行慢車軌道北段看見，雖然大部分都被牆壁掩蓋，詳細資訊參見卑爾根街。長島鐵路的大西洋總站月台較東公園道線月台稍低，並能清𥇦透過地板到天花板的欄杆看見。
車站已被完全翻新，北行慢車軌道和道床已被混凝土基座和焊接軌道重新建造。
IRT東公園道線月台在月台下方設有通道通往BMT第四大道線與布萊頓線月台，第四大道線位於西南側而布萊頓線位於東北側。另一條介乎東公園道線和布萊頓線的通道位於車站南端，可前往一個緊鄰巴克萊中心的出口。巴克萊中心出口設有一個部分時間營運的攤位和兩條扶手電梯，只限體育場有活動舉辦時駐有職員。
雖然此站可無障礙通行，但東公園道線快車月台一度太窄無法讓輪椅通行。因此，列車抵站前會有廣播通知乘客。樓梯亦被修整至合適寬度以讓輪椅通過。
車站以北設有一條未使用軌道，由南行慢車軌道分支出去，預計作為一條第四大道下方的地鐵（後來成為BMT第四大道線）。其與往曼哈頓快車軌道匯入，並在內文斯街兩條快車軌道之間的止衝擋結束。車站於1908年啟用時是路線的總站，設有兩個側式月台、一個島式月台和兩條軌道。所有月台都在南端連繫在一起。
此站是三個快車地鐵站其中一個設有服務慢車的側式月台的車站，而島式月台側用作服務快車。其餘兩個車站分別為34街-賓州車站的IND第八大道線和IRT百老匯-第七大道線月台。其原因是因為車站與大西洋總站連結，而此站西面的下一站內文斯街車站同樣是快車地鐵站，但為更普遍的兩個島式月台配置。如此則能避免因跨月台緩急接續而造成人流過多。

## BMT第四大道線月台
大西洋大道-巴克萊中心車站，原稱「太平洋街車站」（Pacific Street）或「大西洋大道-太平洋街車站」（Atlantic Avenue–Pacific Street）是一個位於BMT第四大道線的快車地鐵站，設有兩個島式月台和四條軌道，於1915年6月22日啟用。兩個月台以牆壁隔開。
BMT第四大道線月台北端設有兩條樓梯和一部升降機前往主付費區，並設有轉棍閘機提供兩條樓梯前往太平洋街或第四大道的兩個北端角。東北角設有前往夾層的升降機。設有通往複合其餘部分的通道。

## BMT布萊頓線月台
大西洋大道-巴克萊中心車站，曾稱「大西洋大道車站」（Atlantic Avenue），位於BMT布萊頓線，設有一個島式月台和兩條軌道。

## BMT第五大道線車站
車站複合曾經設有一個位於BMT第五大道線的高架部分，稱為「大西洋大道車站」。它同時服務BMT卡爾弗線與BMT第五大道線的列車，設有一個島式月台和兩條軌道，位於夫拉特布殊大道及大西洋大道交界，現時複合的正上方。它同時服務聖約翰斯廣場線、夫拉特布殊大道線、第三大道線與第七大道線街車。
1923年6月25日，兩列由65街總站車站開出的列車在此脫軌並掉落至夫拉特布殊大道，造成8名乘客死亡和許多人受傷。由於相比高架鐵路越來越多的人使用地鐵，在城市三個地鐵系統完成統一以後，第五大道線於1940年6月1日關閉，並於1941年拆除。

## 延伸閱讀
- Lee Stokey. Subway Ceramics : A History and Iconography. 1994. ISBN 978-0-9635486-1-0

## 外部連結
- nycsubway.org—Brooklyn IRT: Atlantic Avenue
- nycsubway.org—BMT Brighton Line: Atlantic Avenue
- nycsubway.org—BMT 4th Avenue: Pacific Street
- nycsubway.org—Brooklyn IRT Contract 2 map:  (includes current and former track configurations, and provisions for future connections)
- nycsubway.org — Hook, Line, and Sinker Artwork by George Trakas (2004) （页面存档备份，存于）
- nycsubway.org — Steps to the Subway Artwork by Tim Connor (unknown date) （页面存档备份，存于）
- Station Reporter — Atlantic Avenue/Pacific Street Complex
- The Subway Nut — Pacific Street (D,M,N,R) Pictures （页面存档备份，存于）
- The Subway Nut — Atlantic Avenue (B,Q) Pictures （页面存档备份，存于）
- The Subway Nut — Atlantic Avenue (2,3,4,5) Pictures （页面存档备份，存于）
- MTA's Arts For Transit — Atlantic Avenue–Pacific Street
- Hanson Place entrance (new station building) from Google Maps Street View （页面存档备份，存于）
- Williamsburg Savings Bank entrance to Brighton Line on Hanson Place from Google Maps Street View （页面存档备份，存于）
- Now decorative headhouse from Google Maps Street View （页面存档备份，存于）
- Pacific Street entrance from Google Maps Street View （页面存档备份，存于）
- Entrance in front of the Barclays Center from Google Maps Street View
- Entrance from the Atlantic Terminal from Google Maps Street View
- IRT platforms from Google Maps Street View
- BMT Fourth Avenue Line platform from Google Maps Street View
- BMT Brighton Line platform from Google Maps Street View